# Monte Jafferau
Il Monte Jafferau è una montagna del gruppo dell'Ambin delle Alpi Cozie italiane, appartenente alla Catena Bernauda-Pierre Menue-Ambin, costituito da due cime, il monte Jafferau propriamente detto (2.805 m s.l.m) e la Testa di Ban (2.652 m s.l.m.), elevandosi di fronte al comune di Bardonecchia dalla sinistra orografica della Dora di Bardonecchia e dividendo la conca del comune piemontese ad ovest dalla Valfredda e dalla Valsusa a sud.

## Descrizione

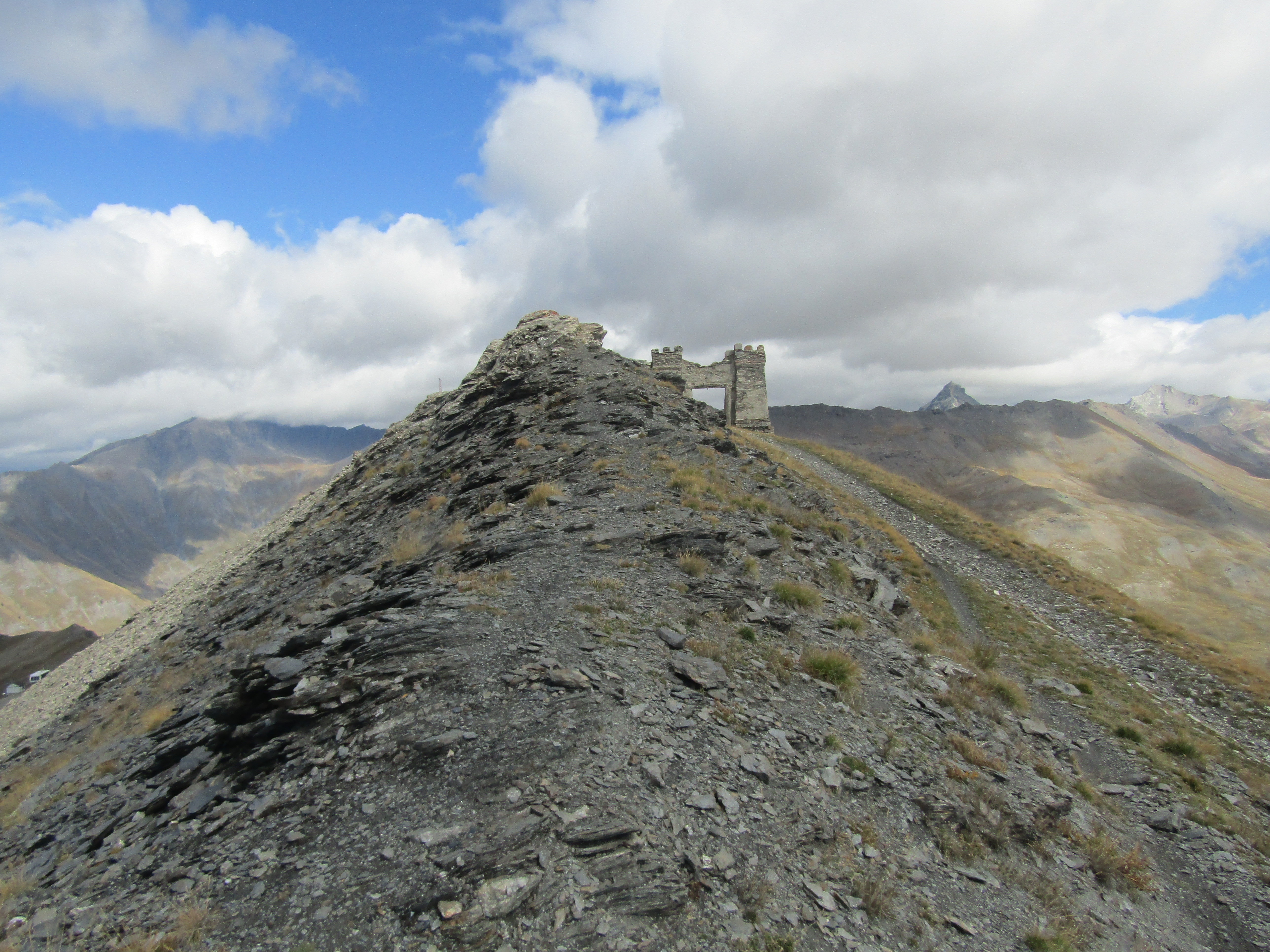
La cima della montagna con l'omonima fortificazione

Le sue pendici sono sede di impianti sciistici (da circa 1.400 metri s.l.m. a circa 2.700) facenti parte del comprensorio sciistico di Bardonecchia, ma isolati dalle altre aree del comprensorio (Colomion, Les Arnauds e Melezet) poiché situati dalla parte opposta della conca rispetto alla Dora di Bardonecchia.

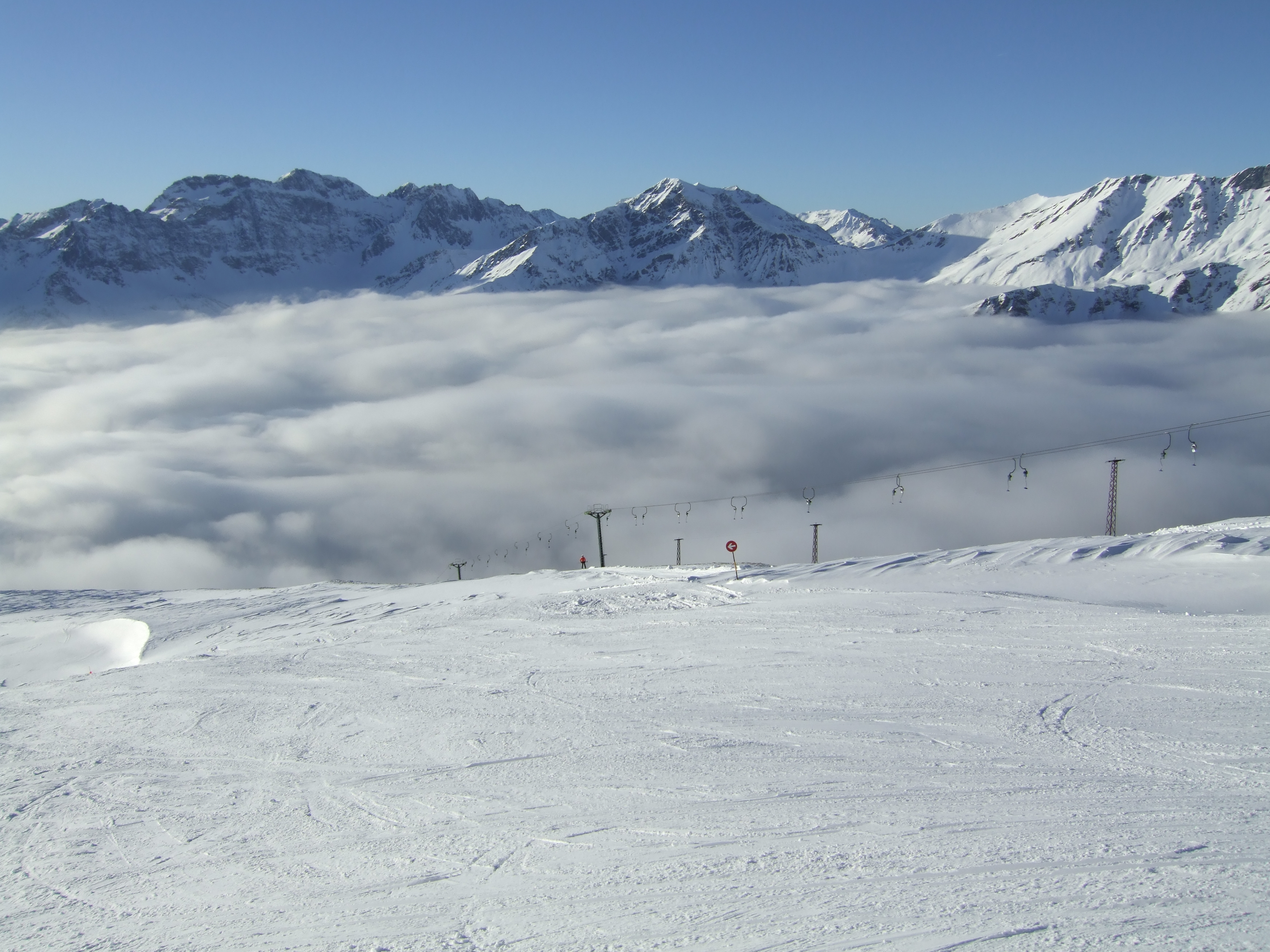
Nubi nella conca di Bardonecchia dalle piste del Jafferau

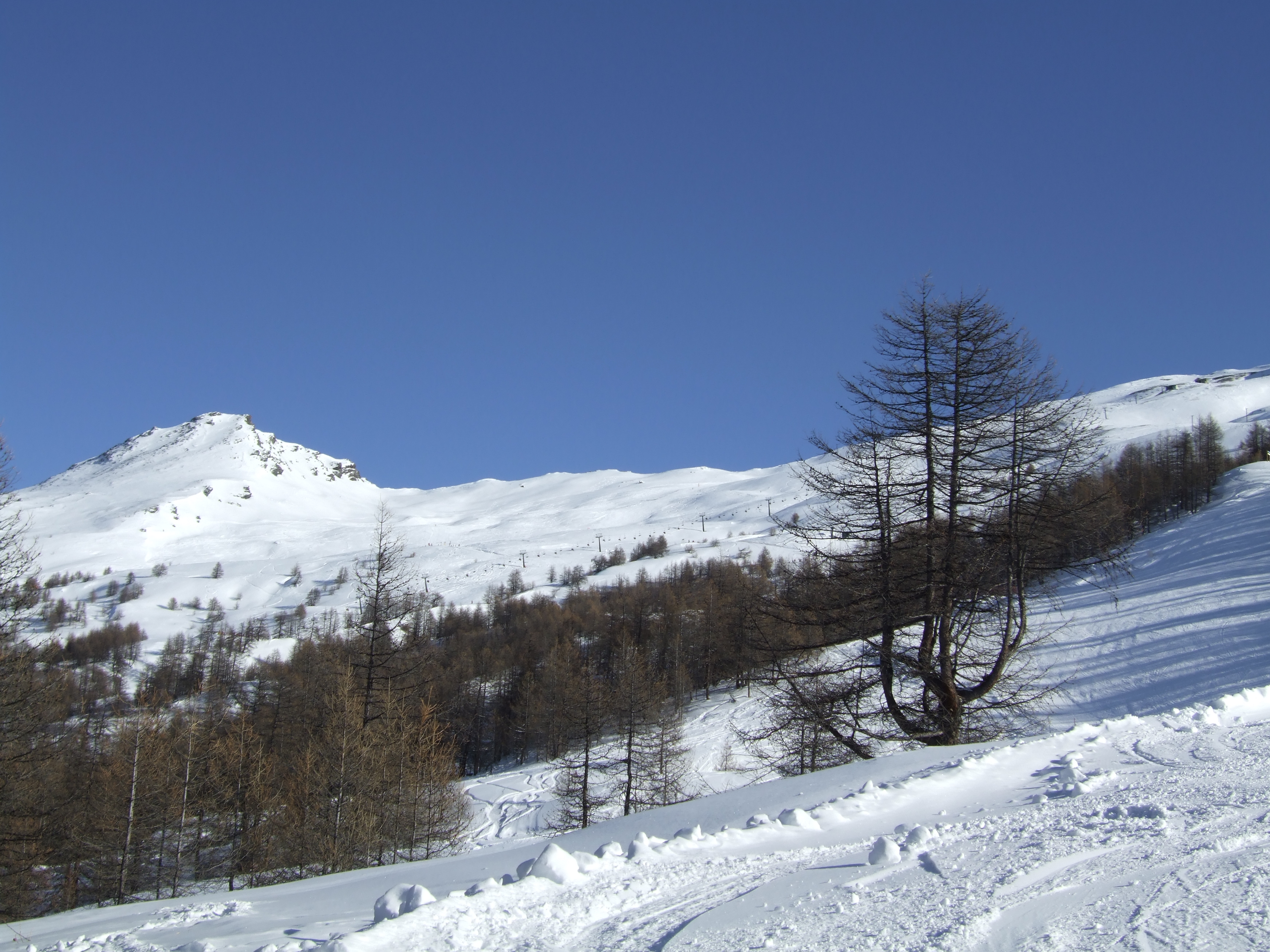
Veduta invernale del Monte Jafferau - Sulla sinistra la "Testa del Ban"

A circa 1.900 metri s.l.m., sul versante occidentale del monte, sono installati due grossi serbatoi ("i bacini", località detta "Fregiusia") che ricevono l'acqua dall'invaso artificiale di Rochemolles e dai quali questa, in condotta forzata, alimenta la centrale idroelettrica dell'Enel situata in Bardonecchia (circa 600 metri di dislivello). Sulle falde del monte lungo la strada carrozzabile (aperta nel 1951) che porta ai bacini, si trova Millaures, frazione di Bardonecchia, ed il nuovo villaggio di Le Gleise (1.600 metri s.l.m circa).
In vetta al monte è situato il Forte dello Jafferau, costruito nel 1800, importante fortificazione della cd. "Opera di Bardonecchia" per postazioni di artiglieria e una tra le più alte fortificazioni delle Alpi Cozie (superata in altitudine solo da quella del monte Chaberton).
La vetta del Jafferau è raggiungibile tramite una lunga, panoramica e impegnativa salita asfaltata e sterrata da ovest da Bardonecchia oppure da sud dalla media Val di Susa attraverso la Strada militare Fenil-Pramand-Föens-Jafferau o una sua variante a partire dall'alta val di Susa.

### Comprensorio sciistico
Il comprensorio sciistico del Monte Jafferau conta sei impianti di risalita:
1. Cabinovia Pian della Difensiva-Frejusia:
dislivello 590 m. circa. È impianto di arroccamento e risalita[3] al contempo. Si tratta di cabine ad otto posti cadauna e ad ammorsamento automatico che possono trasportare fino a 1.800 persone / ora. La cabinovia ha sostituito nel 2005 la precedente seggiovia biposto, che a sua volta nel 1981 aveva sostituito una seggiovia monoposto attiva dal 1959. Nella stagione invernale 2007 / 2008 è stata inaugurata una nuova pista con impianto di innevamento artificiale che ha trasformato l'impianto a fune da impianto di puro arroccamento ad impianto di arroccamento e di risalita.
2. Skilift Challier:
dislivello 230 m; sciovia il cui punto di arrivo è prossimo a quello della cabinovia; serve due piste (con una variante)
3. Seggiovia Fregiusia - Plateau (denominata "6Gigante"):
dislivello 432 m; parte dall'arrivo della cabinovia e raggiunge il culmine di un'ampia conca (Plateau) dalla quale si raggiungono le partenze di altri due impianti, fungendo così sia da impianto di risalita che di arroccamento; serve tre piste (con varianti). Si tratta di una moderna seggiovia con seggiolini a 6 posti ad ammorsamento automatico, inaugurata il 22 dicembre 2017, che sostituisce la precedente seggiovia biposto, che arrivava però solo alla base del Plateau, e il successivo Skilift Plateau, che ne serviva l'ampia, seppur breve (120 metri di dislivello) pista.
4. Seggiovia Testa del Ban:
 dislivello 415 m. È una seggiovia biposto che parte poco sotto l'arrivo della seggiovia "6Gigante" e giunge al punto più alto del comprensorio sciistico (2.700 m. circa). Serve sei piste e numerose varianti
5. tappeto baby “Bardonecchia 2000”:situato all’arrivo della cabinovia, serve una pista per principianti.

### Giro d'Italia
Per tre volte nella sua storia lo Jafferau è stato sede di arrivo di una tappa del Giro d'Italia di ciclismo. La prima volta fu nel 1972, e vide vincitore il belga Eddy Merckx. Si dovettero attendere 41 anni per assistere a una nuova scalata in rosa e nel 2013 vinse Mauro Santambrogio, poi squalificato per positività all'EPO, e la vittoria venne assegnata postuma a Vincenzo Nibali. Nel 2018 si tornò su queste rampe e vinse Christopher Froome, dopo una fuga di oltre 80 chilometri partita dal Colle delle Finestre.
La Corsa Rosa affronta questa salita dall'unico versante carrabile, con l'ascesa che inizia all'altezza di Bardonecchia dalla Strada statale 335, con i corridori in arrivo da Oulx. Entrati in paese proseguono in genere per Via Roma, Viale San Francesco sino a raggiungere Piazza De Gasperi. Passati davanti al Municipio sfilano nella Via Medail imboccando poi il sottopasso ferroviario e sbucano in Piazza Statuto. Da qui inizia il tratto più duro, con la scalata vera e propria allo Jafferau: 7 chilometri e 250 metri per un dislivello di 654 metri con una pendenza media del 9% e massima del 14%. La corsa attraversa le caratteristiche frazioni alpine di Millaures e Gleise, con il traguardo posto a quota 1908 metri in località "Bacini dello Jafferau".
| Anno | Tappa | Partenza      | Km  | Vincitore                          | Secondo           | Terzo                   |
| ---- | ----- | ------------- | --- | ---------------------------------- | ----------------- | ----------------------- |
| 1972 | 14ª   | Savona        | 256 | Eddy Merckx                        | Wladimiro Panizza | José Manuel Fuente      |
| 2013 | 14ª   | Cervere       | 180 | Mauro Santambrogio Vincenzo Nibali | Non riassegnata   | Carlos Alberto Betancur |
| 2018 | 19ª   | Venaria Reale | 185 | Christopher Froome                 | Richard Carapaz   | Thibaut Pinot           |